# Hazardous (пісня Ванесси Аморозі)
«Hazardous»  — другий сингл четвертого студійного альбому австралійської співачки Ванесси Аморозі — «Hazardous». В Австралії пісня вийшла 11 грудня 2009.

## Список пісень
До iTunes Australia digital EP додається бонусний ремікс «Hazardous» (The MachoPsycho Hookey Remix) — 3:49
CD-сингл
1. «Hazardous» — 3:26
2. «This Is Who I Am» (The Lonewolf Version) — 5:54
3. «Hazardous» (The MachoString Remix) — 3:41
4. «Hazardous» (The MotorPsycho Club Remix) — 3:57

## Чарти
На першому тижні «Hazardous» стала 3 найпопулярнішою піснею на радіо Австралії.
| Чарт (2009)              | Місце |
| ------------------------ | ----- |
| Australian Singles Chart | 55    |
| Australian Airplay Chart | 18    |

## Історія релізу
| Країна    | Дата релізу    | Формат                   | Лейбл     | Каталог |
| --------- | -------------- | ------------------------ | --------- | ------- |
| Австралія | 11 грудня 2009 | CD, цифрове завантаження | Universal | 2729648 |